# Wilhelm Michel (Schriftsteller)
Wilhelm Michel (* 9. August 1877 in Metz, Deutsches Reich; † 16. April 1942 in Darmstadt) war ein deutscher Schriftsteller.

## Leben
Michel wuchs in Frankenstein (Pfalz) auf und studierte Philologie und Rechtswissenschaften in Würzburg und München. 1901 ließ er sich als freier Schriftsteller in München nieder. Von 1910 bis 1913 war Michel als Zeitungskorrespondent in Paris tätig. 1913 arbeitete er in Darmstadt als Redakteur für die Zeitschrift Deutsche Kunst und Dekoration. 1919 gehörte Michel zu den Gründungsmitglieder der Darmstädter Sezession, deren Sekretär er war. Seit dieser Zeit schrieb er Kunst- und Theaterkritiken für den Hessischen Volksfreund.
Seit 1911 hat Michel über Friedrich Hölderlin veröffentlicht. Anlässlich dessen 150. Geburtstag hielt Michel vor der Darmstädter Freien Literarisch-Künstlerischen Gesellschaft am 23. März 1920 einen Vortrag unter dem Titel Rede über Hölderlin. Die Serie der Veröffentlichungen beendete er 1940 mit einer umfassenden Biographie über den Dichter. Außerdem beschäftigte er sich mit religiösen Themen und er war befreundet mit dem jüdischen Philosophen Martin Buber. Bereits 1922 verfasste Michel eine Schrift gegen den Antisemitismus, die unter dem Titel Verrat am Deutschtum erschien und der Hermann Hesse im Sommer 1922 in einer Rezension in der Zeitschrift Vivos voco „Beachtung und Wirkung“ wünschte, da sie „über die häßlichsten und törichtsten Formen jungdeutschen Nationalismus“ endlich „auch einmal ein Wort“ sage.
Von 1906 bis 1930 war Michel unter anderem Mitarbeiter der Zeitschrift Die Weltbühne. Im Februar 1933 kam es mit dem Herausgeber Carl von Ossietzky zum Zerwürfnis, weil Michel sich gegen die Aufführung von Bertolt Brechts Theaterstück Die heilige Johanna der Schlachthöfe in Darmstadt gewandt hatte. Michel hatte am 1. Februar 1933 in der Kölnischen Rundschau den Widerstand gegen das Stück als „eine beglückende Regung ungebrochener Lebensinstinkte gegen einen künstlerisch verkappten Mordversuch an unsrer Seele“ bezeichnet. Carl Zuckmayer bezeichnete ihn später als „unduldsamen, bösartigen Nazimitläufer“.
Seit 1929 war Michel mit etwa dreißig Beiträgen ein regelmäßiger Autor in der Zeitschrift Eckart. Blätter für evangelische Geisteskultur. Die Zeitschrift wurde bis 1968, dem Jahr des letztmaligen Erscheinens, von Kurt Ihlenfeld herausgegeben.
Wilhelm Michel starb am 16. April 1942 in Darmstadt und wurde auf dem Alten Friedhof bestattet (Grabstelle: II Mauer 53).

## Familie
Wilhelm Michel war in erster Ehe verheiratet mit Rosa Eva Storck (* 20. Dezember 1881 Ludwigshafen). Der Ehe entstammten sechs Kinder, darunter der Maler Heinz Michel (1903–1972), der KPD-Aktivist Fritz Michel (1906–1979) – er war 1933 im KZ Osthofen inhaftiert und wurde in späteren Jahren britischer Spion. Bei der jüngsten Tochter Anny Michel (1907–1955), der Mutter des Kirchenmusikers und Komponisten Josef Michel und Großmutter des Kirchenmusikers und Komponisten Johannes Matthias Michel ist die leibliche Vaterschaft von der Forschung in Zweifel gezogen worden. Eine weitere Urenkelin ist die Psychiaterin Eva Meisenzahl.
Nach der Scheidung 1909 heirateten Wilhelm Michel und Anita Traboldi im Jahr 1910. Seine zweite Ehefrau – sie starb 1912 an einer Influenza – war die geschiedene Ehefrau seines Freundes und Kollegen René Prévot. 1915 heirateten Wilhelm Michel und die Textilkünstlerin Herta Koch, eine Tochter des Verlegers Alexander Koch. Der Ehe entstammten drei Kinder.
Michels erste Ehefrau Rosa Michel – sie hatte in zweiter Ehe den Dichter und Schriftsteller Karl Schloß geheiratet – wurde am 6. Januar 1944 im KZ Ravensbrück ermordet: Sie hatte als Angehörige des evangelischen Glaubens eine Scheidung von ihrem jüdischen Ehemann abgelehnt. Der Ehe mit Karl Schloß entstammte die Schauspielerin Sybille Schloß (1910–2007).

## Zitat
„Wir hören nicht auf, zu glauben und zu hoffen, aber unser Glauben und Hoffen wird uns täglich verschüttet, und täglich müssen wir es wieder ausgraben.“

## Auszeichnung
- 1925: Büchnerpreis

## Ehrung
- Wilhelm-Michel-Straße in Darmstadt-Bessungen

## Werke (Auswahl)
- Apollon und Dionysos. Dualistische Streifzüge. 1904.
- Rainer Maria Rilke. Axel Juncker Verlag, Berlin/Stuttgart/Leipzig 1906.
- Der Zuschauer. Gedichte. Verlag R. Piper, München 1907.
- Das Teuflische und Groteske in der Kunst. Verlag R. Piper, München 1911.
- Friedrich Hölderlin. Aufsatz. 1911.
- Der Mensch versagt. Reihe Tribüne der Kunst und Zeit, herausgegeben von Kasimir Edschmid. Erich Reiß Verlag, Berlin 1920.
- Essays über Gustav Landauer, Romain Rolland, Friedrich Hölderlin, Die Metaphysik des Bürgers. Paul Steegemann Verlag, Hannover 1920.
- Verrat am Deutschtum. Eine Streitschrift zur Judenfrage. Paul Steegemann Verlag, Hannover/Leipzig 1922.
- Hölderlins abendländische Wendung. Feuerverlag, Weimar 1922.
- Hölderlin und der deutsche Geist. Roetherverlag, Darmstadt 1924.
- Friedrich Hölderlin. Aufsätze. Erich Lichtenstein Verlag, Weimar 1925.
- Das Leiden am Ich. Anweisungen und Betrachtungen zur praktischen Geistesführung. Carl Schünemann Verlag, Bremen 1930.
- Bekenntnis zur Kirche. Eckart Verlag, Berlin 1932.
  - Neuausgabe: Bekenntnis zur Kirche. Mit dem Text Erinnerung an Wilhelm Michel sowie einem Nachwort von Kurt Ihlenfeld. Eckart Verlag, Witten/Berlin 1953.
- Wir heißen euch hoffen! Betrachtungen zur neuen Weltstunde. Darmstadter Buch- und Kunst-Verlag, Darmstadt 1933.
- Nietzsche in unserem Jahrhundert. Eckart-Verlag, Berlin 1939.
- Das Leben Friedrich Hölderlins. Carl Schünemann Verlag, Bremen 1940.
  - Neuausgabe: Das Leben Friedrich Hölderlins. Mit einem Geleitwort zur Neuausgabe von Friedrich Beißner. Wissenschaftliche Buchgesellschaft, Darmstadt 1963.